# Fiordo Aysén
Il fiordo Aysén (seno Aysén in spagnolo) è un fiordo situato nella Patagonia occidentale in Cile.

## Geografia
Il fiordo presenta una lunghezza di più di 70 chilometri, estendendosi in direzione est-ovest a partire dal canale Moraleda. Il fiume Aysén sfocia in esso presso la cittadina di Puerto Aysén, situata presso la fine del fiordo.